# Streichorchester

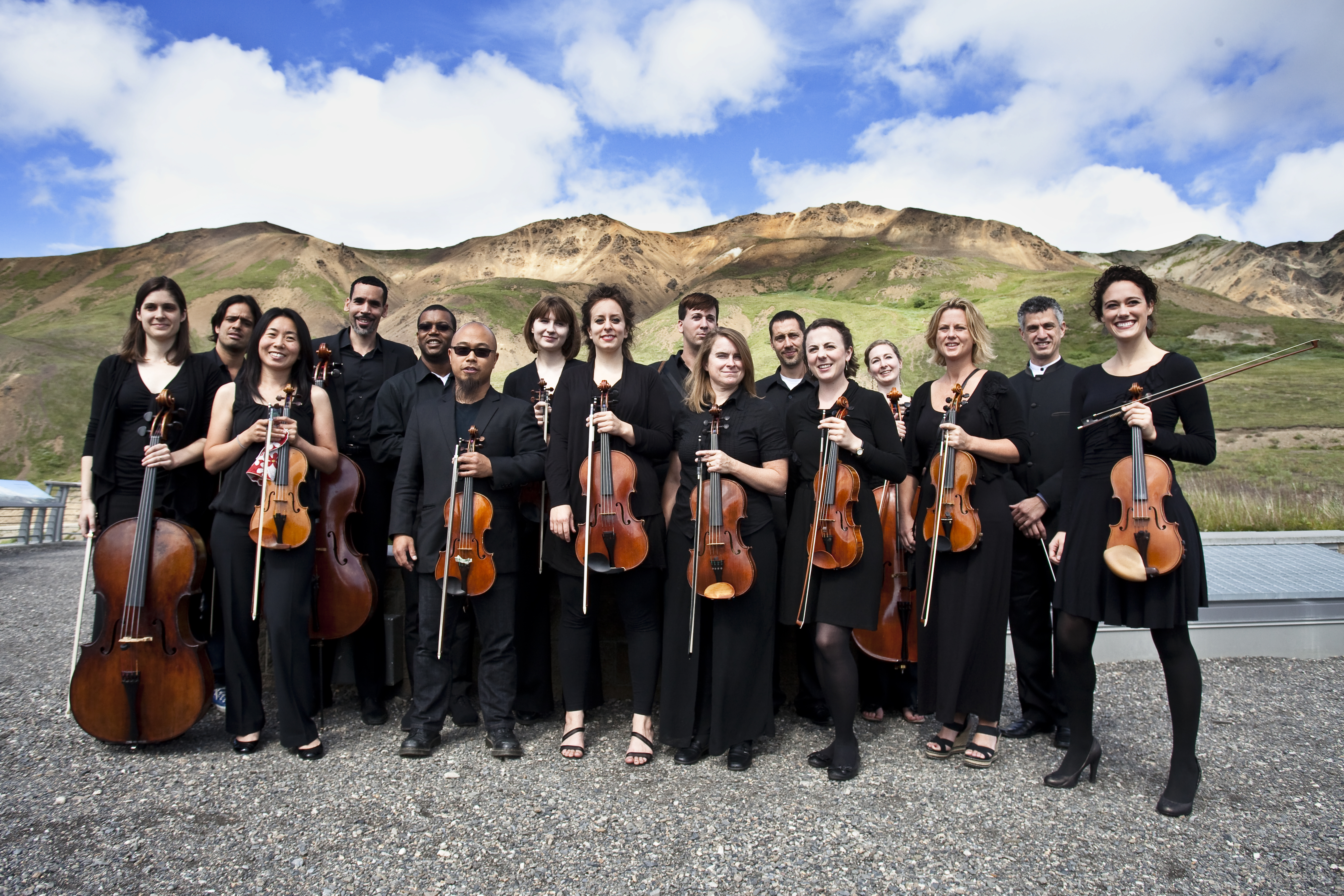
FSAF String Orchestra

Ein Streichorchester ist ein Orchester, das ausschließlich Streichinstrumente verwendet. In der Regel sind dies Violinen (in zwei Gruppen geteilt, selten auch in drei, wie teilweise bei Erich Wolfgang Korngold), Bratschen, Violoncelli und Kontrabässe. Besonders in nicht-klassischer Musikliteratur kann die Aufstellung eines Streichorchesters allerdings auch von obiger Anordnung abweichen. In einer Big-Band, die von einem Streichorchester begleitet wird, fehlt z. B. häufig die Kontrabasssektion, während in Musicalproduktionen häufig die Bratschen fehlen (ähnlich wie im klassischen Salonorchester). Selbiges gilt für zahlreiche Popmusiken, in der teils ausschließlich eine Gruppe von Violinen besetzt ist. Auch einige Filmmusikkomponisten (z. B. Hans Zimmer) verzichten seltener komplett auf Bratschen und ersetzen die Alt-Lage durch eine großbesetzte und durch Divisispiel weitgefächerte Cellisektion. Dennoch ist eine Bratschensektion in den meisten Kompositionen, die ein Streichorchester beinhalten, vertreten. Des Weiteren gibt es sogar Konzertstücke für Streichorchester, die nur aus Celli bestehen, wie z. B. "Bossa-nova. Variacioes brasileiras op. 36" von Wilhelm Kaiser-Lindemann.
Im klassischen Sinfonieorchester bildet die Streichergruppe das Zentrum des Geschehens und die Grundlage der Besetzung, die je nach Stil, Anlass und Musikgenre mit verschiedenen Blas-, Schlag- oder anderen Instrumenten erweitert wird. Während die Anzahl der verlangten Instrumente für die restlichen Instrumente (Bläser, Percussion und sonstige) in Partituren seit der Barockzeit für gewöhnlich immer akribisch angegeben wurde, wird der verlangte Streicherkorpus häufig nicht genau ausgeschrieben, unter anderem, weil die Größe des Streichapparats von Orchester zu Orchester relativ stark variieren kann oder die Größe an die Gegebenheiten der Konzertumgebung angepasst wird. Wie bereits oben erwähnt, ergibt sich die letztendliche Größe des Streichorchesters üblicherweise aus der Größe der Bläsersektion und der Anzahl der weiteren Instrumente. So dient der Musik der Wiener Klassik (jeweils ergänzend zu den Bläsern und der Pauke) häufig ein eher kleines Streichorchester, wie z. B. 8.6.4.3.2, während demgegenüber größer angelegten spätromantischen Werke üblicherweise eine weitaus größere Anzahl an Streichern als Grundschattierung dient, so z. B. 16.14.12.10.8.
Besonders in der Epoche der Spätromantik, aber auch im 20. und 21. Jahrhundert, werden teils besonders große Besetzungen gefordert. So verlangte Schönberg für seine Gurre-Lieder beispielsweise 84 Streicher. Hans Zimmer/James Newton Howard fordern in ihrer Filmmusik zu Batman Dark Knight bis zu 88 Streicher. Häufig ergibt sich die Größe des Streichorchesters auch durch die Anzahl der restlichen Instrumente (Bläser, Percussion etc.). Bei Stücken, die ausschließlich auf einem Streichorchester basieren, ist die Anzahl der Instrumente dementsprechend häufig geringer.
Bis zum Anfang des 18. Jahrhunderts existierte noch die Tenor-Viola als weitere Stimme, die zwischen der Bratsche (damals als Alt-Viola bezeichnet) und dem Violoncello lag.
In vielen Fällen geht einem Werk für Streichorchester eine kammermusikalische Komposition für Streichquartett, -quintett oder -sextett voraus.
International wird die Besetzung Streichorchester häufig auch als Orchestra d'archi (im Franz. auch Orchestre à cordes) bezeichnet.

## Repertoire (Auswahl)
Kompositionen für Streichorchester sind unter anderem folgende:
- Wolfgang Amadeus Mozart: 
  - Drei Konzerte für Klavier und Streicher in D-Dur, G-Dur und Es-Dur, KV 107 (1771 oder 1765)
  - Divertimento Nr. 1 für Streicher in D-Dur, KV 136/125a (1772)
  - Divertimento Nr. 2 für Streicher in B-Dur, KV 137/125b (1772)
  - Divertimento Nr. 3 für Streicher in F-Dur, KV 138/125c (1772)
  - Eine Kleine Nachtmusik (1787)
- Felix Mendelssohn Bartholdy: Doppelkonzert für Klavier, Violine und Streichorchester (1822)
- Pjotr Iljitsch Tschaikowski: Serenade für Streicher in C-Dur
- Samuel Barber: Adagio for Strings (eigentlich ein Arrangement des zweiten Satzes seines Streichquartetts Nr. 1, aber viel bekannter als letzteres)
- Edvard Grieg: Holberg-Suite (ursprünglich eine Suite für Soloklavier, die Arrangements für Streichorchester sind allerdings wesentlich populärer)
- Béla Bartók: Divertimento für Streichorchester
- Benjamin Britten: Simple Symphony
- Antonín Dvořák: Serenade E-Dur Op. 22
- Alberto Ginastera: Concerto for Strings
- Philip Glass: Company No. 2
- Karl Amadeus Hartmann: Sinfonie Nr. 4
- Hans Werner Henze: Sonata per archi
- Frank Martin: Etudes pour orchestre à cordes
- Giacomo Puccini: Crisantemi
- Albert Roussel: Sinfonietta für Streicher Op. 52
- Othmar Schoeck: Sommernacht Op. 58 - Pastorales Intermezzo für Streichorchester
- Arnold Schönberg: Verklärte Nacht Op. 4 (original für Streichsextett 1899, 1917 für Streichorchester umgeschrieben)
- Alban Berg: 3 Stücke aus der Lyrischen Suite (original für Streichsextett 1927, 1928 für Streichorchester umgeschrieben)
- Richard Strauss: Metamorphosen für 23 Solostreicher
- Michael Tippett: Little Music for String Orchestra
  - Concerto for Double String Orchestra
- Heitor Villa-Lobos: Suite for Strings
- Bernard Herrmann: Soundtrack zum Alfred Hitchcock Film Psycho (hierbei kommen ausschließlich Streicher zum Einsatz)
- Greg Edmonson: Drake's Elegy (für kleineres Streichorchester, aus dem Soundtrack zum PS3 Videospiel Uncharted)
- Karl Jenkins: Palladio
- Margarete Sorg-Rose: 2. Sinfonie "Sapphos Traum" für Streichorchester (2022)[2][3]
- Arvo Pärt: "Darf ich ..." für Violine solo, Röhrenglocke und Streicher (1995)[4]
- Gloria Coates: Symphonie Nr. 3 "Symphony for Strings" (1974)[5]

Siehe auch: Streichquartett